# Legacy: The Absolute Best
Legacy: the Absolute Best je dvoudiskové kompilační album rockové skupiny The Doors vydané v roce 2003.

## Skladby

### Disk 1
1. Break on Through (To the Other Side), John Densmore, Roby Krieger, Ray Manzarek, Jim Morrison 2:29
2. Back Door Man, Willie Dixon 3:34
3. Light My Fire, Densmore, Krieger, Manzarek, Morrison 7:08
4. Twentieth Century Fox, Densmore, Krieger, Manzarek, Morrison 2:23
5. The Crystal Ship, Densmore, Krieger, Manzarek, Morrison 2:34
6. Alabama Song, Bertolt Brecht, Kurt Weill 3:19
7. Soul Kitchen, Densmore, Krieger, Manzarek, Morrison 3:35
8. The End, Densmore, Krieger, Manzarek, Morrison 11:46
9. Love Me Two Times, Densmore, Krieger, Manzarek, Morrison 3:16
10. People Are Strange, Densmore, Krieger, Manzarek, Morrison 2:12
11. When the Music's Over, Densmore, Krieger, Manzarek, Morrison 11:02
12. My Eyes Have Seen You, Densmore, Krieger, Manzarek, Morrison 2:29
13. Strange Days, Densmore, Krieger, Manzarek, Morrison 3:09
14. Hello, I Love You, Densmore, Krieger, Manzarek, Morrison 2:16
15. The Unknown Soldier, Densmore, Krieger, Manzarek, Morrison 3:25
16. Spanish Caravan, Densmore, Krieger, Manzarek, Morrison 3:01
17. Five to One, Densmore, Krieger, Manzarek, Morrison 4:27
18. Not to Touch the Earth, Densmore, Krieger, Manzarek, Morrison 3:54

### Disk 2
1. Touch Me Densmore, Krieger, Manzarek, Morrison 3:12
2. Wild Child Densmore, Krieger, Manzarek, Morrison 2:38
3. Tell All the People Krieger 3:21
4. Wishful Sinful Krieger 2:58
5. Roadhouse Blues Densmore, Krieger, Manzarek, Morrison 4:04
6. Waiting for the Sun Densmore, Krieger, Manzarek, Morrison 4:00
7. You Make Me Real Densmore, Krieger, Manzarek, Morrison 2:53
8. Peace Frog Densmore, Krieger, Manzarek, Morrison 2:58
9. Love Her Madly Densmore, Krieger, Manzarek, Morrison 3:18
10. L.A. Woman Densmore, Krieger, Manzarek, Morrison 7:51
11. Riders on the Storm Densmore, Krieger, Manzarek, Morrison 7:10
12. The WASP (Texas Radio and the Big Beat) Densmore, Krieger, Manzarek, Morrison 4:15
13. The Changeling Densmore, Krieger, Manzarek, Morrison 4:21
14. Gloria Van Morrison 6:18
15. Celebration of the Lizard (#) Densmore, Krieger, Manzarek, Morrison 17:01